# Presidente dell'Assemblea del Kosovo
Il presidente dell'Assemblea del Kosovo (in albanese Kryetari i Kuvendit të Kosovës o Kryeparlamentari, tradotto letteralmente come Presidente del Parlamento; in serbo Председник Скупштине Косова?, Predsednik Skupštine Kosova) è il capo dell'Assemblea della Repubblica del Kosovo, il presidente viene eletto dal parlamento durante la sessione di apertura. È la prima carica nella linea di successione presidenziale. L'attuale presidente dell'Assemblea del Kosovo è Glauk Konjufca.

## Ruolo
Il Presidente dell'Assemblea del Kosovo rappresenta l'istituzione quando non è in sessione e ne dirige i lavori.
Il Presidente dell'Assemblea sostituisce il Presidente del Kosovo quando questi si dimette o è impossibilitato a svolgere le sue funzioni. Jakup Krasniqi e Vjosa Osmani sono stati presidenti ad interim della Repubblica del Kosovo.

## Elenco dei presidenti dell'Assemblea del Kosovo
| N°  | Immagine | Presidente (Nascita-Morte)  | Mandato          | Mandato          | Partito                                                                              |
| --- | -------- | --------------------------- | ---------------- | ---------------- | ------------------------------------------------------------------------------------ |
| Ai  |          | Hans Hækkerup (1945-2013)   | 10 dicembre 2001 | 10 dicembre 2001 | Indipendente                                                                         |
| 1   |          | Nexhat Daci (1944)          | 10 dicembre 2001 | 10 marzo 2006    | Lega Democratica del Kosovo                                                          |
| 2   |          | Kolë Berisha (1947-2021)    | 10 marzo 2006    | 12 dicembre 2007 | Partito Democratico del Kosovo                                                       |
| 3   |          | Jakup Krasniqi (1951)       | 12 dicembre 2007 | 17 luglio 2014   | Partito Democratico del Kosovo (fino al 2014)Iniziativa Socialdemocratica (dal 2014) |
| Ai  |          | Flora Brovina (1949)        | 17 luglio 2014   | 8 dicembre 2014  | Partito Democratico del Kosovo                                                       |
| 4   |          | Kadri Veseli (1966)         | 8 dicembre 2014  | 3 agosto 2017    | Partito Democratico del Kosovo                                                       |
| Ai  |          | Adem Mikullovci (1937-2020) | 3 agosto 2017    | 7 settembre 2017 | Vetëvendosje!                                                                        |
| (4) |          | Kadri Veseli (1966)         | 7 settembre 2017 | 26 dicembre 2019 | Partito Democratico del Kosovo                                                       |
| Ai  |          | Jahja Kokaj (1948)          | 26 dicembre 2019 | 26 dicembre 2019 | Vetëvendosje!                                                                        |
| 5   |          | Glauk Konjufca (1981)       | 26 dicembre 2019 | 3 febbraio 2020  | Vetëvendosje!                                                                        |
| 6   |          | Vjosa Osmani (1982)         | 3 febbraio 2020  | 22 marzo 2021    | Lega Democratica del Kosovo (fino al 2020)Guxo (2020–)                               |
| Ai  |          | Avni Dehari (1947)          | 22 marzo 2021    | 22 marzo 2021    | Vetëvendosje!                                                                        |
| (5) |          | Glauk Konjufca (1981)       | 22 marzo 2021    | in carica        | Vetëvendosje!                                                                        |